# Tischtennis-Europameisterschaft 2017
Die 36. Tischtennis-Europameisterschaft fand vom 13. bis 17. September 2017 im d’Coque in Luxemburg statt. Es wurden nur die Mannschaftswettbewerbe ausgetragen.
Titelverteidiger waren Österreich bei den Männern und Deutschland bei den Frauen. Gold ging an Deutschland bei den Männern und Rumänien bei den Frauen.

## Modus
Die teilnehmenden Mannschaften wurden nach Stärke auf mehrere Divisionen zu je 16 Teams aufgeteilt, wobei nur die Mannschaften in der Championship Division den Europameister ausspielten. Die Divisionen wurden wiederum in jeweils vier am 12. Juli ausgeloste Gruppen à vier Mannschaften unterteilt. Die Gruppenersten und -zweiten rückten in die Hauptrunde vor, wo es im K.-o.-System weiterging. Jedes Spiel wurde im Best-of-Five-Modus ausgetragen und bestand somit aus 3 bis 5 Einzeln, die, ebenfalls im Best-of-Five-Modus ausgetragen, wiederum aus 3 bis 5 Sätzen bestanden.

## Männer

### Abschlussplatzierungen
| Platz                                     | Championship Division | Platz       | Challenge Division | Platz           | Standard Division           |
| ----------------------------------------- | --------------------- | ----------- | ------------------ | --------------- | --------------------------- |
|                                           | Deutschland (2)       | 17          | Dänemark (21)      | 33              | Aserbaidschan (37)          |
|                                           | Portugal (6)          | 18          | Türkei (24)        | 34              | Bosnien und Herzegowina (–) |
|                                           | Slowenien (25)        | 19          | Belgien (17)       | 35              | Montenegro (–)              |
| Frankreich (3)                            | 20                    | Ungarn (11) | 36                 | Schottland (35) |                             |
| 5                                         | Schweden (5)          | 21          | Tschechien (10)    | 37              | Lettland (–)                |
| 6                                         | Kroatien (13)         | 22          | Italien (19)       | 38              | Norwegen (32)               |
| 7                                         | Ukraine (16)          | 23          | Niederlande (33)   | 39              | Wales (–)                   |
| 8                                         | Griechenland (7)      | 24          | Litauen (22)       | 40              | Nordmazedonien (–)          |
| 9                                         | Spanien (14)          | 25          | England (20)       | 41              | Zypern (36)                 |
| 10                                        | Österreich (1)        | 26          | Finnland (28)      | 42              | Kosovo (39)                 |
| 11                                        | Rumänien (15)         | 27          | Israel (23)        |                 |                             |
| 12                                        | Polen (8)             | 28          | Schweiz (27)       |                 |                             |
| 13                                        | Slowakei (18)         | 29          | Serbien (12)       |                 |                             |
| 14                                        | Russland (9)          | 30          | Bulgarien (26)     |                 |                             |
| 15                                        | Belarus (3)           | 31          | Irland (31)        |                 |                             |
| 16                                        | Luxemburg (30)        | 32          | Estland (29)       |                 |                             |
| in Klammern die Platzierung des Vorjahres |                       |             |                    |                 |                             |

### Championship Division

#### Gruppe A
|             | Ergebnis |          |
| ----------- | -------- | -------- |
| Deutschland | 3:0      | Spanien  |
| Kroatien    | 3:1      | Belarus  |
| Deutschland | 3:0      | Kroatien |
| Spanien     | 3:1      | Belarus  |
| Deutschland | 3:0      | Belarus  |
| Kroatien    | 3:1      | Spanien  |

| Rang | Land        | Spiele | Sätze | Punkte |
| ---- | ----------- | ------ | ----- | ------ |
| 1    | Deutschland | 9:0    | 27:4  | 6      |
| 2    | Kroatien    | 6:5    | 23:21 | 5      |
| 3    | Spanien     | 4:7    | 17:26 | 4      |
| 4    | Belarus     | 2:9    | 12:28 | 3      |

|  | Viertelfinale        |
|  | Spiele um Platz 9–16 |

Das topgesetzte Deutschland ging als Favorit in Gruppe A und konnte alle drei Partien gewinnen, ohne ein Einzel abzugeben, während Belarus, Dritter der letzten EM, ohne Topspieler Vladimir Samsonov antrat und seine Spiele deutlich verlor. Am letzten Spieltag kam es so zwischen Kroatien und Spanien zum Duell um den zweiten Platz, das Kroatien für sich entscheiden konnte.

#### Gruppe B
|            | Ergebnis |            |
| ---------- | -------- | ---------- |
| Portugal   | 3:0      | Slowenien  |
| Österreich | 2:3      | Slowakei   |
| Portugal   | 3:2      | Österreich |
| Slowenien  | 3:2      | Slowakei   |
| Portugal   | 3:1      | Slowakei   |
| Österreich | 2:3      | Slowenien  |

| Rang | Land       | Spiele | Sätze | Punkte |
| ---- | ---------- | ------ | ----- | ------ |
| 1    | Portugal   | 9:3    | 33:18 | 6      |
| 2    | Slowenien  | 6:7    | 23:27 | 5      |
| 3    | Slowakei   | 6:8    | 28:30 | 4      |
| 4    | Österreich | 6:9    | 27:36 | 3      |

|  | Viertelfinale        |
|  | Spiele um Platz 9–16 |

In Gruppe B traten mit Portugal und Österreich die Sieger der letzten beiden Europameisterschaften an. Österreich verlor aber überraschend seine drei Spiele, wenn auch allesamt knapp mit 2:3. Die Slowakei, die in der Qualifikation schon den WM-Dritten England ausgeschaltet hatte, gewann aber nur das Spiel gegen Österreich und schied somit ebenfalls aus, während Portugal vor Slowenien in die Hauptrunde einzog.

#### Gruppe C
|              | Ergebnis |              |
| ------------ | -------- | ------------ |
| Schweden     | 3:0      | Russland     |
| Griechenland | 3:0      | Luxemburg    |
| Schweden     | 3:0      | Griechenland |
| Russland     | 3:0      | Luxemburg    |
| Schweden     | 3:0      | Luxemburg    |
| Griechenland | 3:0      | Russland     |

| Rang | Land         | Spiele | Sätze | Punkte |
| ---- | ------------ | ------ | ----- | ------ |
| 1    | Schweden     | 9:0    | 27:3  | 6      |
| 2    | Griechenland | 6:3    | 19:13 | 5      |
| 3    | Russland     | 3:6    | 14:21 | 4      |
| 4    | Luxemburg    | 0:9    | 4:27  | 3      |

|  | Viertelfinale        |
|  | Spiele um Platz 9–16 |

In Gruppe C profitierte Griechenland davon, dass Russland vor allem auf junge Nachwuchsspieler setzte, und belegte nach Siegen über Luxemburg – nur durch seinen Status als Gastgeber für die Championship Division qualifiziert – und Russland den zweiten Platz. Schweden als Mitfavorit auf den Titel wurde ungefährdet Erster. Alle Spiele in dieser Gruppe endeten deutlich mit 3:0.

#### Gruppe D
|            | Ergebnis |          |
| ---------- | -------- | -------- |
| Frankreich | 3:1      | Polen    |
| Rumänien   | 1:3      | Ukraine  |
| Frankreich | 3:1      | Rumänien |
| Polen      | 0:3      | Ukraine  |
| Frankreich | 3:2      | Ukraine  |
| Rumänien   | 3:1      | Polen    |

| Rang | Land       | Spiele | Sätze | Punkte |
| ---- | ---------- | ------ | ----- | ------ |
| 1    | Frankreich | 9:4    | 33:17 | 6      |
| 2    | Ukraine    | 8:4    | 27:21 | 5      |
| 3    | Rumänien   | 5:7    | 18:28 | 4      |
| 4    | Polen      | 2:9    | 17:29 | 3      |

|  | Viertelfinale        |
|  | Spiele um Platz 9–16 |

Frankreich, Bronzemedaillengewinner der letzten EM, trat mit dem amtierenden Einzel-Europameister – Emmanuel Lebesson – und Vizemeister – Simon Gauzy – an und gewann alle Spiele, gegen die Ukraine allerdings nur knapp. Die Ukraine schlug dafür die favorisierten Teams aus Polen und Rumänien überraschend deutlich und zog in die Hauptrunde ein, während Rumänien sich im Duell mit Polen den dritten Platz sicherte.

#### Hauptrunde
Mit Deutschland, Portugal und Frankreich gewannen im Viertelfinale drei der vier Favoriten ihre Partien. Slowenien, das die letzte Europameisterschaft nur auf Platz 25 abgeschlossen hatte, schlug allerdings überraschend den Mitfavoriten Schweden mit 3:2. Im Halbfinale konnte Slowenien auch gegen Deutschland zwei Punkte holen und somit als einzige Mannschaft gegen den amtierenden Vizemeister ein Einzel gewinnen. Das andere Halbfinale wurde trotz eines 0:2-Rückstands Frankreichs erst im Entscheidungssatz des entscheidenden fünften Einzels beendet und ging mit 3:2 an Portugal. Im Finale – einer Neuauflage des Finals von 2014 – trafen im ersten Spiel Timo Boll und Marcos Freitas aufeinander. Nachdem Boll beim Stand von 2:2 und 7:10 fünf Punkte in Folge erzielt und damit das Einzel für sich entschieden hatte, nahm die übrige Partie einen eindeutigeren Verlauf und endete mit 3:0 für Deutschland.

|  | Viertelfinale (15.9.) | Viertelfinale (15.9.) |             |   | Halbfinale (16.9.) | Halbfinale (16.9.) |  |  | Finale (17.9.) | Finale (17.9.) |
|  |                       |                       |             |   |                    |                    |  |  |                |                |
|  | Deutschland           | 3                     |             |   |                    |                    |  |  |                |                |
|  | Ukraine               | 0                     |             |   |                    |                    |  |  |                |                |
|  | Ukraine               | 0                     | Deutschland | 3 |                    |                    |  |  |                |                |
|  |                       |                       | Deutschland | 3 |                    |                    |  |  |                |                |
|  |                       | Slowenien             | 2           |   |                    |                    |  |  |                |                |
|  | Slowenien             | Slowenien             | 2           | 3 |                    |                    |  |  |                |                |
|  | Slowenien             |                       |             | 3 |                    |                    |  |  |                |                |
|  | Schweden              | 2                     |             |   |                    |                    |  |  |                |                |
|  |                       |                       | Deutschland | 3 |                    |                    |  |  |                |                |
|  |                       | Portugal              | 0           |   |                    |                    |  |  |                |                |
|  | Frankreich            | 3                     |             |   |                    |                    |  |  |                |                |
|  | Griechenland          | 0                     |             |   |                    |                    |  |  |                |                |
|  | Griechenland          | 0                     | Frankreich  | 2 |                    |                    |  |  |                |                |
|  |                       |                       | Frankreich  | 2 |                    |                    |  |  |                |                |
|  |                       | Portugal              | 3           |   |                    |                    |  |  |                |                |
|  | Kroatien              | Portugal              | 3           | 1 |                    |                    |  |  |                |                |
|  | Kroatien              |                       |             | 1 |                    |                    |  |  |                |                |
|  | Portugal              | 3                     |             |   |                    |                    |  |  |                |                |

| Deutschland            | Portugal              | 3:0                                  |
| Timo Boll              | Marcos Freitas        | 3:2 (9:11, 11:7, 13:15, 11:5, 12:10) |
| Dimitrij Ovtcharov     | Tiago Apolónia        | 3:0 (11:6, 11:7, 11:9)               |
| Patrick Franziska      | João Monteiro         | 3:1 (10:12, 11:6, 11:9, 11:5)        |
| Trainer: Jörg Rosskopf | Trainer: Guoping Kong |                                      |

#### Platzierungsspiele
| um Platz | Team 1       | Ergebnis | Team 2     | um Platz | Team 1     | Ergebnis | Team 2       | um Platz | Team 1     | Ergebnis | Team 2    |
| -------- | ------------ | -------- | ---------- | -------- | ---------- | -------- | ------------ | -------- | ---------- | -------- | --------- |
| 5–8      | Ukraine      | 1:3      | Schweden   | 5        | Schweden   | 3:1      | Kroatien     |          |            |          |           |
| 5–8      | Griechenland | 1:3      | Kroatien   | 7        | Ukraine    | 3:1      | Griechenland |          |            |          |           |
| 9–16     | Russland     | 1:3      | Österreich | 9–12     | Österreich | 3:1      | Rumänien     | 9        | Österreich | 2:3      | Spanien   |
| 9–16     | Belarus      | 1:3      | Rumänien   | 9–12     | Polen      | 1:3      | Spanien      | 11       | Rumänien   | 3:1      | Polen     |
| 9–16     | Slowakei     | 2:3      | Polen      | 13–16    | Russland   | 3:0      | Belarus      | 13       | Russland   | 1:3      | Slowakei  |
| 9–16     | Luxemburg    | 0:3      | Spanien    | 13–16    | Slowakei   | 3:1      | Luxemburg    | 15       | Belarus    | 3:2      | Luxemburg |

### Challenge Division

#### Gruppe E
|             | Ergebnis |             |
| ----------- | -------- | ----------- |
| England     | 0:3      | Niederlande |
| Dänemark    | 3:0      | Irland      |
| England     | 1:3      | Dänemark    |
| Niederlande | 3:0      | Irland      |
| England     | 3:1      | Irland      |
| Dänemark    | 3:1      | Niederlande |

| Rang | Land        | Spiele | Sätze | Punkte |
| ---- | ----------- | ------ | ----- | ------ |
| 1    | Dänemark    | 9:2    | 29:13 | 6      |
| 2    | Niederlande | 7:3    | 23:17 | 5      |
| 3    | England     | 4:7    | 19:24 | 4      |
| 4    | Irland      | 1:9    | 12:29 | 3      |

|  | Spiele um Platz 17–24 |
|  | Spiele um Platz 25–32 |

#### Gruppe F
|            | Ergebnis |           |
| ---------- | -------- | --------- |
| Tschechien | 3:0      | Bulgarien |
| Türkei     | 3:0      | Schweiz   |
| Tschechien | 0:3      | Türkei    |
| Bulgarien  | 1:3      | Schweiz   |
| Tschechien | 3:0      | Schweiz   |
| Türkei     | 3:0      | Bulgarien |

| Rang | Land       | Spiele | Sätze | Punkte |
| ---- | ---------- | ------ | ----- | ------ |
| 1    | Türkei     | 9:0    | 27:5  | 6      |
| 2    | Tschechien | 6:3    | 18:12 | 5      |
| 3    | Schweiz    | 3:7    | 13:23 | 4      |
| 4    | Bulgarien  | 1:9    | 10:28 | 3      |

|  | Spiele um Platz 17–24 |
|  | Spiele um Platz 25–32 |

#### Gruppe G
|          | Ergebnis |          |
| -------- | -------- | -------- |
| Ungarn   | 3:0      | Finnland |
| Belgien  | 3:0      | Estland  |
| Ungarn   | 2:3      | Belgien  |
| Finnland | 3:0      | Estland  |
| Ungarn   | 3:0      | Estland  |
| Belgien  | 3:0      | Finnland |

| Rang | Land     | Spiele | Sätze | Punkte |
| ---- | -------- | ------ | ----- | ------ |
| 1    | Belgien  | 9:2    | 29:10 | 6      |
| 2    | Ungarn   | 8:3    | 24:12 | 5      |
| 3    | Finnland | 3:6    | 11:21 | 4      |
| 4    | Estland  | 0:9    | 6:27  | 3      |

|  | Spiele um Platz 17–24 |
|  | Spiele um Platz 25–32 |

#### Gruppe H
|         | Ergebnis |         |
| ------- | -------- | ------- |
| Italien | 3:0      | Israel  |
| Serbien | 1:3      | Litauen |
| Italien | 3:0      | Serbien |
| Israel  | 2:3      | Litauen |
| Italien | 3:0      | Litauen |
| Serbien | 0:3      | Israel  |

| Rang | Land    | Spiele | Sätze | Punkte |
| ---- | ------- | ------ | ----- | ------ |
| 1    | Italien | 9:0    | 27:6  | 6      |
| 2    | Litauen | 6:6    | 20:29 | 5      |
| 3    | Israel  | 5:6    | 25:20 | 4      |
| 4    | Serbien | 1:9    | 11:28 | 3      |

|  | Spiele um Platz 17–24 |
|  | Spiele um Platz 25–32 |

#### Platzierungsspiele
| um Platz | Team 1      | Ergebnis | Team 2    | um Platz | Team 1    | Ergebnis | Team 2      | um Platz | Team 1     | Ergebnis | Team 2      |
| -------- | ----------- | -------- | --------- | -------- | --------- | -------- | ----------- | -------- | ---------- | -------- | ----------- |
| 17–24    | Dänemark    | 3:1      | Litauen   | 17–20    | Dänemark  | 3:1      | Belgien     | 17       | Dänemark   | 3:0      | Türkei      |
| 17–24    | Tschechien  | 1:3      | Belgien   | 17–20    | Ungarn    | 1:3      | Türkei      | 19       | Belgien    | 3:1      | Ungarn      |
| 17–24    | Italien     | 0:3      | Ungarn    | 21–24    | Litauen   | 0:3      | Tschechien  | 21       | Tschechien | 3:1      | Italien     |
| 17–24    | Niederlande | 0:3      | Türkei    | 21–24    | Italien   | 3:1      | Niederlande | 23       | Litauen    | 2:3      | Niederlande |
| 25–32    | England     | 3:0      | Serbien   | 25–28    | England   | 3:2      | Schweiz     | 25       | England    | 3:2      | Finnland    |
| 25–32    | Estland     | 1:3      | Schweiz   | 25–28    | Israel    | 2:3      | Finnland    | 27       | Schweiz    | 2:3      | Israel      |
| 25–32    | Israel      | 3:1      | Bulgarien | 29–32    | Serbien   | 3:1      | Estland     | 29       | Serbien    | 3:0      | Bulgarien   |
| 25–32    | Irland      | 2:3      | Finnland  | 29–32    | Bulgarien | 3:0      | Irland      | 31       | Estland    | 1:3      | Irland      |

### Standard Division

#### Gruppe I
|               | Ergebnis |               |
| ------------- | -------- | ------------- |
| Lettland      | 2:3      | Zypern        |
| Aserbaidschan | 3:2      | Montenegro    |
| Lettland      | 3:2      | Aserbaidschan |
| Norwegen      | 3:1      | Zypern        |
| Norwegen      | 2:3      | Montenegro    |
| Aserbaidschan | 3:1      | Zypern        |
| Lettland      | 3:2      | Norwegen      |
| Montenegro    | 3:2      | Zypern        |
| Lettland      | 2:3      | Montenegro    |
| Norwegen      | 1:3      | Aserbaidschan |

| Rang | Land          | Spiele | Sätze | Punkte |
| ---- | ------------- | ------ | ----- | ------ |
| 1    | Aserbaidschan | 11:7   | 35:30 | 7      |
| 2    | Montenegro    | 11:9   | 42:43 | 7      |
| 3    | Lettland      | 10:10  | 42:36 | 6      |
| 4    | Norwegen      | 8:10   | 34:38 | 5      |
| 5    | Zypern        | 7:11   | 34:40 | 5      |

|  | Spiele um Platz 33–36 |
|  | Spiele um Platz 37–40 |
|  | Spiel um Platz 41     |

#### Gruppe J
|                         | Ergebnis |                         |
| ----------------------- | -------- | ----------------------- |
| Schottland              | 3:0      | Nordmazedonien          |
| Kosovo                  | 0:3      | Bosnien und Herzegowina |
| Schottland              | 3:0      | Kosovo                  |
| Wales                   | 3:0      | Nordmazedonien          |
| Wales                   | 1:3      | Bosnien und Herzegowina |
| Kosovo                  | 1:3      | Nordmazedonien          |
| Schottland              | 3:1      | Wales                   |
| Bosnien und Herzegowina | 3:0      | Nordmazedonien          |
| Schottland              | 0:3      | Bosnien und Herzegowina |
| Wales                   | 3:0      | Kosovo                  |

| Rang | Land                    | Spiele | Sätze | Punkte |
| ---- | ----------------------- | ------ | ----- | ------ |
| 1    | Bosnien und Herzegowina | 12:1   | 37:9  | 8      |
| 2    | Schottland              | 9:4    | 32:17 | 7      |
| 3    | Wales                   | 8:6    | 27:23 | 6      |
| 4    | Nordmazedonien          | 3:10   | 15:36 | 5      |
| 5    | Kosovo                  | 1:12   | 10:36 | 4      |

|  | Spiele um Platz 33–36 |
|  | Spiele um Platz 37–40 |
|  | Spiel um Platz 41     |

#### Platzierungsspiele
| um Platz | Team 1        | Ergebnis | Team 2                  | um Platz | Team 1         | Ergebnis | Team 2                  |
| -------- | ------------- | -------- | ----------------------- | -------- | -------------- | -------- | ----------------------- |
| 33–34    | Aserbaidschan | 3:1      | Schottland              | 33       | Aserbaidschan  | 3:2      | Bosnien und Herzegowina |
| 33–34    | Montenegro    | 1:3      | Bosnien und Herzegowina | 35       | Schottland     | 1:3      | Montenegro              |
| 37–38    | Lettland      | 3:0      | Nordmazedonien          | 37       | Lettland       | 3:2      | Norwegen                |
| 37–38    | Norwegen      | 3:2      | Wales                   | 39       | Nordmazedonien | 0:3      | Wales                   |
| 41       | Zypern        | 3:0      | Kosovo                  |          |                |          |                         |

## Frauen

### Abschlussplatzierungen
| Platz                                     | Championship Division | Platz              | Challenge Division | Platz        | Standard Division           |
| ----------------------------------------- | --------------------- | ------------------ | ------------------ | ------------ | --------------------------- |
|                                           | Rumänien (2)          | 17                 | Slowenien (19)     | 33           | Norwegen (–)                |
|                                           | Deutschland (1)       | 18                 | Schweiz (26)       | 34           | Estland (29)                |
|                                           | Niederlande (12)      | 19                 | Italien (23)       | 35           | Bosnien und Herzegowina (–) |
| Russland (3)                              | 20                    | Aserbaidschan (30) | 36                 | Lettland (–) |                             |
| 5                                         | Ungarn (10)           | 21                 | Serbien (11)       | 37           | Schottland (–)              |
| 6                                         | Österreich (6)        | 22                 | Türkei (18)        | 38           | Nordmazedonien (–)          |
| 7                                         | Polen (5)             | 23                 | England (22)       |              |                             |
| 8                                         | Portugal (8)          | 24                 | Litauen (21)       |              |                             |
| 9                                         | Tschechien (7)        | 25                 | Belgien (25)       |              |                             |
| 10                                        | Frankreich (9)        | 26                 | Griechenland (24)  |              |                             |
| 11                                        | Luxemburg (13)        | 27                 | Slowakei (16)      |              |                             |
| 12                                        | Schweden (14)         | 28                 | Wales (–)          |              |                             |
| 13                                        | Ukraine (3)           | 29                 | Israel (–)         |              |                             |
| 14                                        | Kroatien (20)         | 30                 | Bulgarien (27)     |              |                             |
| 15                                        | Belarus (15)          | 31                 | Dänemark (–)       |              |                             |
| 16                                        | Spanien (17)          | 32                 | Finnland (28)      |              |                             |
| in Klammern die Platzierung des Vorjahres |                       |                    |                    |              |                             |

### Championship Division

#### Gruppe A
|             | Ergebnis |          |
| ----------- | -------- | -------- |
| Deutschland | 3:1      | Schweden |
| Ungarn      | 3:0      | Kroatien |
| Deutschland | 3:0      | Ungarn   |
| Schweden    | 3:1      | Kroatien |
| Deutschland | 3:1      | Kroatien |
| Ungarn      | 3:0      | Schweden |

| Rang | Land        | Spiele | Sätze | Punkte |
| ---- | ----------- | ------ | ----- | ------ |
| 1    | Deutschland | 9:2    | 29:10 | 6      |
| 2    | Ungarn      | 6:3    | 19:15 | 5      |
| 3    | Schweden    | 4:7    | 22:24 | 4      |
| 4    | Kroatien    | 2:9    | 9:30  | 3      |

|  | Viertelfinale        |
|  | Spiele um Platz 9–16 |

#### Gruppe B
|             | Ergebnis |             |
| ----------- | -------- | ----------- |
| Rumänien    | 3:0      | Niederlande |
| Tschechien  | 2:3      | Luxemburg   |
| Rumänien    | 3:1      | Tschechien  |
| Niederlande | 3:1      | Luxemburg   |
| Rumänien    | 3:1      | Luxemburg   |
| Tschechien  | 0:3      | Niederlande |

| Rang | Land        | Spiele | Sätze | Punkte |
| ---- | ----------- | ------ | ----- | ------ |
| 1    | Rumänien    | 9:2    | 30:13 | 6      |
| 2    | Niederlande | 6:4    | 23:20 | 5      |
| 3    | Luxemburg   | 5:8    | 24:29 | 4      |
| 4    | Tschechien  | 3:9    | 16:31 | 3      |

|  | Viertelfinale        |
|  | Spiele um Platz 9–16 |

#### Gruppe C
|            | Ergebnis |          |
| ---------- | -------- | -------- |
| Österreich | 3:1      | Ukraine  |
| Portugal   | 3:1      | Spanien  |
| Österreich | 3:2      | Portugal |
| Ukraine    | 3:0      | Spanien  |
| Österreich | 2:3      | Spanien  |
| Portugal   | 3:2      | Ukraine  |

| Rang | Land       | Spiele | Sätze | Punkte |
| ---- | ---------- | ------ | ----- | ------ |
| 1    | Österreich | 8:6    | 31:21 | 5      |
| 2    | Portugal   | 8:6    | 26:27 | 5      |
| 3    | Ukraine    | 6:6    | 23:21 | 4      |
| 4    | Spanien    | 4:8    | 16:27 | 4      |

|  | Viertelfinale        |
|  | Spiele um Platz 9–16 |

#### Gruppe D
|            | Ergebnis |            |
| ---------- | -------- | ---------- |
| Polen      | 3:0      | Frankreich |
| Russland   | 3:1      | Belarus    |
| Polen      | 1:3      | Russland   |
| Frankreich | 3:2      | Belarus    |
| Polen      | 3:0      | Belarus    |
| Russland   | 3:1      | Frankreich |

| Rang | Land       | Spiele | Sätze | Punkte |
| ---- | ---------- | ------ | ----- | ------ |
| 1    | Russland   | 9:3    | 29:17 | 6      |
| 2    | Polen      | 7:3    | 24:15 | 5      |
| 3    | Frankreich | 4:8    | 21:25 | 4      |
| 4    | Belarus    | 3:9    | 15:32 | 3      |

|  | Viertelfinale        |
|  | Spiele um Platz 9–16 |

#### Hauptrunde
|  | Viertelfinale (15.9.) | Viertelfinale (15.9.) |             |   | Halbfinale (16.9.) | Halbfinale (16.9.) |  |  | Finale (17.9.) | Finale (17.9.) |
|  |                       |                       |             |   |                    |                    |  |  |                |                |
|  | Deutschland           | 3                     |             |   |                    |                    |  |  |                |                |
|  | Polen                 | 0                     |             |   |                    |                    |  |  |                |                |
|  | Polen                 | 0                     | Deutschland | 3 |                    |                    |  |  |                |                |
|  |                       |                       | Deutschland | 3 |                    |                    |  |  |                |                |
|  |                       | Niederlande           | 2           |   |                    |                    |  |  |                |                |
|  | Niederlande           | Niederlande           | 2           | 3 |                    |                    |  |  |                |                |
|  | Niederlande           |                       |             | 3 |                    |                    |  |  |                |                |
|  | Österreich            | 2                     |             |   |                    |                    |  |  |                |                |
|  |                       |                       | Deutschland | 2 |                    |                    |  |  |                |                |
|  |                       | Rumänien              | 3           |   |                    |                    |  |  |                |                |
|  | Russland              | 3                     |             |   |                    |                    |  |  |                |                |
|  | Ungarn                | 1                     |             |   |                    |                    |  |  |                |                |
|  | Ungarn                | 1                     | Russland    | 0 |                    |                    |  |  |                |                |
|  |                       |                       | Russland    | 0 |                    |                    |  |  |                |                |
|  |                       | Rumänien              | 3           |   |                    |                    |  |  |                |                |
|  | Portugal              | Rumänien              | 3           | 0 |                    |                    |  |  |                |                |
|  | Portugal              |                       |             | 0 |                    |                    |  |  |                |                |
|  | Rumänien              | 3                     |             |   |                    |                    |  |  |                |                |

| Deutschland         | Rumänien                | 2:3                                 |
| Han Ying            | Elizabeta Samara        | 2:3 (11:9, 10:12, 11:9, 8:11, 7:11) |
| Shan Xiaona         | Daniela Dodean          | 3:0 (11:6, 11:6, 11:7)              |
| Nina Mittelham      | Bernadette Szőcs        | 1:3 (5:11, 5:11, 11:6, 6:11)        |
| Shan Xiaona         | Elizabeta Samara        | 3:1 (11:8, 11:9, 15:17, 11:3)       |
| Han Ying            | Daniela Dodean          | 1:3 (4:11, 4:11, 11:4, 10:12)       |
| Trainer: Jie Schöpp | Trainer: Viorel Filimon |                                     |

#### Platzierungsspiele
| um Platz | Team 1     | Ergebnis | Team 2     | um Platz | Team 1     | Ergebnis | Team 2     | um Platz | Team 1     | Ergebnis | Team 2     |
| -------- | ---------- | -------- | ---------- | -------- | ---------- | -------- | ---------- | -------- | ---------- | -------- | ---------- |
| 5–8      | Polen      | 1:3      | Österreich | 5        | Österreich | 2:3      | Ungarn     |          |            |          |            |
| 5–8      | Ungarn     | 3:1      | Portugal   | 7        | Polen      | 3:0      | Portugal   |          |            |          |            |
| 9–16     | Schweden   | 3:0      | Belarus    | 9–12     | Schweden   | 0:3      | Tschechien | 9        | Tschechien | 3:1      | Frankreich |
| 9–16     | Tschechien | 3:0      | Ukraine    | 9–12     | Luxemburg  | 1:3      | Frankreich | 11       | Schweden   | 0:3      | Luxemburg  |
| 9–16     | Luxemburg  | 3:0      | Kroatien   | 13–16    | Belarus    | 2:3      | Ukraine    | 13       | Ukraine    | 3:0      | Kroatien   |
| 9–16     | Spanien    | 0:3      | Frankreich | 13–16    | Kroatien   | 3:1      | Spanien    | 15       | Belarus    | 3:2      | Spanien    |

### Challenge Division

#### Gruppe E
|          | Ergebnis |          |
| -------- | -------- | -------- |
| Slowakei | 2:3      | Schweiz  |
| Litauen  | 3:2      | Finnland |
| Slowakei | 1:3      | Litauen  |
| Schweiz  | 3:0      | Finnland |
| Slowakei | 3:0      | Finnland |
| Litauen  | 0:3      | Schweiz  |

| Rang | Land     | Spiele | Sätze | Punkte |
| ---- | -------- | ------ | ----- | ------ |
| 1    | Schweiz  | 9:2    | 30:11 | 6      |
| 2    | Litauen  | 6:6    | 23:20 | 5      |
| 3    | Slowakei | 6:6    | 22:26 | 4      |
| 4    | Finnland | 2:9    | 11:29 | 3      |

|  | Spiele um Platz 17–24 |
|  | Spiele um Platz 25–32 |

#### Gruppe F
|         | Ergebnis |          |
| ------- | -------- | -------- |
| Serbien | 0:3      | Italien  |
| Belgien | 3:1      | Dänemark |
| Serbien | 3:0      | Belgien  |
| Italien | 3:0      | Dänemark |
| Serbien | 3:0      | Dänemark |
| Belgien | 1:3      | Italien  |

| Rang | Land     | Spiele | Sätze | Punkte |
| ---- | -------- | ------ | ----- | ------ |
| 1    | Italien  | 9:1    | 27:8  | 6      |
| 2    | Serbien  | 6:3    | 22:9  | 5      |
| 3    | Belgien  | 4:7    | 13:26 | 4      |
| 4    | Dänemark | 1:9    | 8:27  | 3      |

|  | Spiele um Platz 17–24 |
|  | Spiele um Platz 25–32 |

#### Gruppe G
|               | Ergebnis |               |
| ------------- | -------- | ------------- |
| Türkei        | 2:3      | Aserbaidschan |
| Wales         | 3:1      | Bulgarien     |
| Türkei        | 3:2      | Wales         |
| Aserbaidschan | 3:2      | Bulgarien     |
| Türkei        | 3:0      | Bulgarien     |
| Wales         | 1:3      | Aserbaidschan |

| Rang | Land          | Spiele | Sätze | Punkte |
| ---- | ------------- | ------ | ----- | ------ |
| 1    | Aserbaidschan | 9:5    | 30:23 | 6      |
| 2    | Türkei        | 8:5    | 33:20 | 5      |
| 3    | Wales         | 6:7    | 22:29 | 4      |
| 4    | Bulgarien     | 3:9    | 18:31 | 3      |

|  | Spiele um Platz 17–24 |
|  | Spiele um Platz 25–32 |

#### Gruppe H
|              | Ergebnis |              |
| ------------ | -------- | ------------ |
| England      | 3:1      | Griechenland |
| Slowenien    | 3:1      | Israel       |
| England      | 2:3      | Slowenien    |
| Griechenland | 3:1      | Israel       |
| England      | 3:1      | Israel       |
| Slowenien    | 3:2      | Griechenland |

| Rang | Land         | Spiele | Sätze | Punkte |
| ---- | ------------ | ------ | ----- | ------ |
| 1    | Slowenien    | 9:5    | 31:22 | 6      |
| 2    | England      | 8:5    | 29:22 | 5      |
| 3    | Griechenland | 6:7    | 24:28 | 4      |
| 4    | Israel       | 3:9    | 18:30 | 3      |

|  | Spiele um Platz 17–24 |
|  | Spiele um Platz 25–32 |

#### Platzierungsspiele
| um Platz | Team 1       | Ergebnis | Team 2        | um Platz | Team 1       | Ergebnis | Team 2        | um Platz | Team 1        | Ergebnis | Team 2    |
| -------- | ------------ | -------- | ------------- | -------- | ------------ | -------- | ------------- | -------- | ------------- | -------- | --------- |
| 17–24    | Schweiz      | 3:2      | Serbien       | 17–20    | Schweiz      | 3:0      | Aserbaidschan | 17       | Schweiz       | 1:3      | Slowenien |
| 17–24    | England      | 2:3      | Aserbaidschan | 17–20    | Slowenien    | 3:2      | Italien       | 19       | Aserbaidschan | 2:3      | Italien   |
| 17–24    | Slowenien    | 3:1      | Türkei        | 21–24    | Serbien      | 3:1      | England       | 21       | Serbien       | 3:1      | Türkei    |
| 17–24    | Litauen      | 2:3      | Italien       | 21–24    | Türkei       | 3:2      | Litauen       | 23       | England       | 3:0      | Litauen   |
| 25–32    | Griechenland | 3:0      | Dänemark      | 25–28    | Griechenland | 3:2      | Slowakei      | 25       | Griechenland  | 1:3      | Belgien   |
| 25–32    | Bulgarien    | 2:3      | Slowakei      | 25–28    | Wales        | 0:3      | Belgien       | 27       | Slowakei      | 3:2      | Wales     |
| 25–32    | Wales        | 3:1      | Israel        | 29–32    | Dänemark     | 0:3      | Bulgarien     | 29       | Bulgarien     | 1:3      | Israel    |
| 25–32    | Finnland     | 1:3      | Belgien       | 29–32    | Israel       | 3:1      | Finnland      | 31       | Dänemark      | 3:2      | Finnland  |

### Standard Division

#### Gruppe I
|                         | Ergebnis |                         |
| ----------------------- | -------- | ----------------------- |
| Norwegen                | 3:1      | Nordmazedonien          |
| Estland                 | 3:0      | Schottland              |
| Bosnien und Herzegowina | 3:0      | Lettland                |
| Norwegen                | 3:0      | Schottland              |
| Estland                 | 3:1      | Lettland                |
| Bosnien und Herzegowina | 3:0      | Nordmazedonien          |
| Norwegen                | 3:0      | Lettland                |
| Estland                 | 3:1      | Bosnien und Herzegowina |
| Schottland              | 3:1      | Nordmazedonien          |
| Norwegen                | 3:0      | Bosnien und Herzegowina |
| Estland                 | 3:0      | Nordmazedonien          |
| Lettland                | 3:0      | Schottland              |
| Norwegen                | 3:2      | Estland                 |
| Bosnien und Herzegowina | 3:2      | Schottland              |
| Lettland                | 3:0      | Nordmazedonien          |

| Rang | Land                    | Spiele | Sätze | Punkte |
| ---- | ----------------------- | ------ | ----- | ------ |
| 1    | Norwegen                | 15:3   | 47:17 | 10     |
| 2    | Estland                 | 14:5   | 45:22 | 9      |
| 3    | Bosnien und Herzegowina | 10:8   | 34:32 | 8      |
| 4    | Lettland                | 7:9    | 25:29 | 7      |
| 5    | Schottland              | 5:13   | 24:41 | 6      |
| 6    | Nordmazedonien          | 2:15   | 12:46 | 4      |

## Wissenswertes
- Jüngste Teilnehmerin war Anna Hursey (Wales) mit elf Jahren.[3]

## ETTU-Kongress
Auf dem ETTU-Kongress wurde beschlossen, die Team-Europameisterschaft in eine zweistufige Qualifikationsphase und eine Finalphase mit nur noch 24 Mannschaften zu unterteilen.